# Фронт ПВО

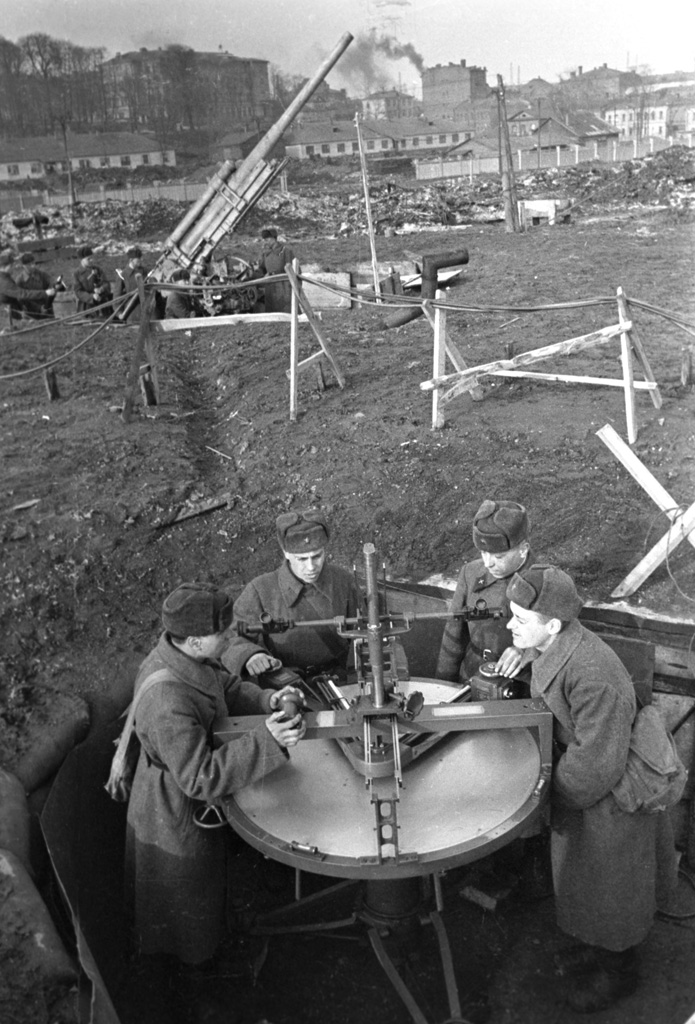
Группа наведения зенитного расчёта при обороне Москвы, 1 ноября 1941 года, фото Олег Кнорринг.

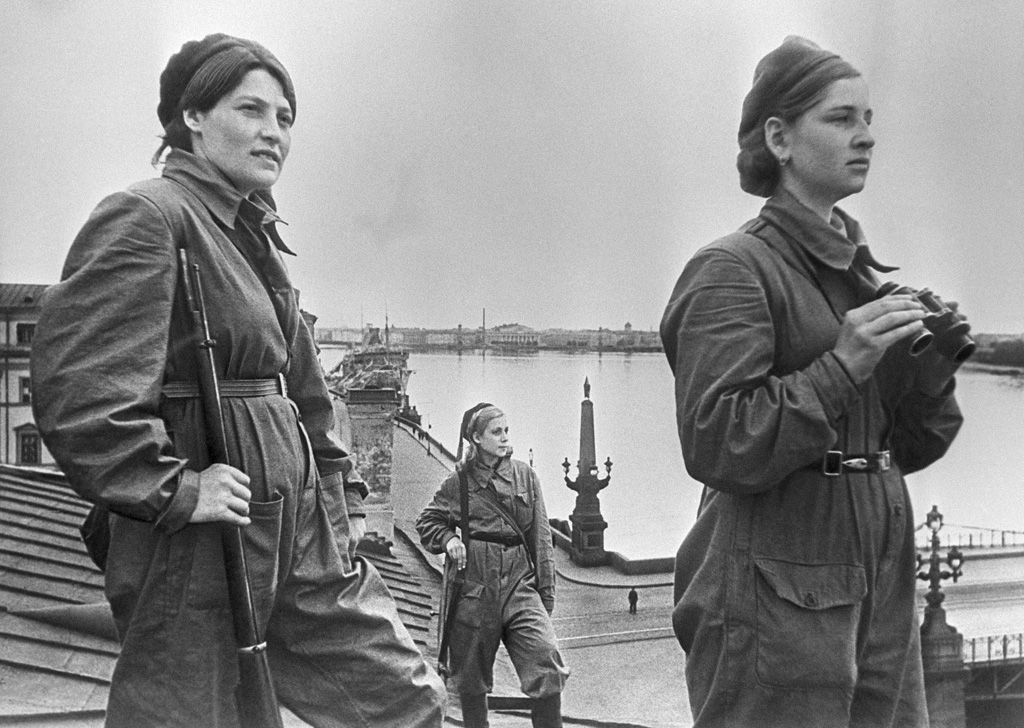
На боевом дежурстве, военнослужащие ПВО РККА, Ленинград, 1 мая 1942 года, фото Борис Кудояров.

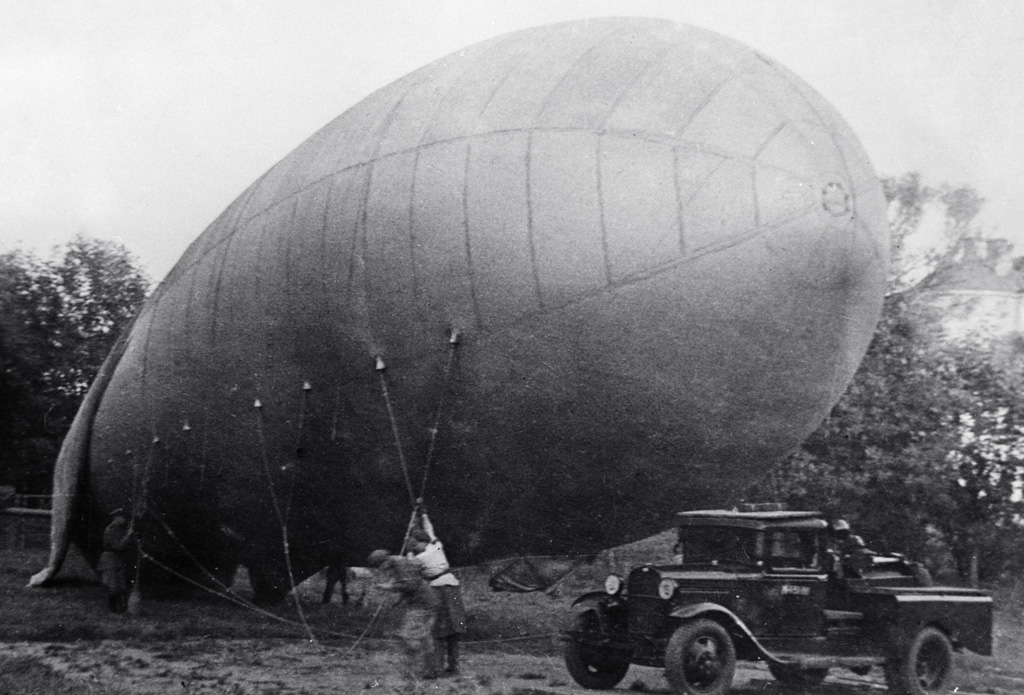
Военнослужащие устанавливают аэростат заграждения, Москва, 20 июня 1942 года, фото Владимир Грановский.

Фронт ПВО — оперативно-стратегическое объединение (фронт) войск ПВО в вооружённых силах СССР, во время Великой Отечественной войны, предназначенное для защиты от воздушного нападения противника крупных административно-политических и экономических центров, важнейших промышленных районов, коммуникаций и других стратегических объектов в глубоком тылу и на театре военных действий.
Фронты ПВО были только в РККА.

## История
Совершенно секретно. Государственный Комитет Обороны Постановление № ГОКО-3660сс от 29 июня 1943 года. Москва Кремль. Вопросы ПВО территории страны.
В целях улучшения управления частями и соединениями ПВО, Государственный Комитет Обороны постановляет:
1. Вместо существующего ныне ПВО территории страны организовать:
а) Западный фронт противовоздушной обороны, включив в состав этого фронта Московский фронт ПВО, переименовав его в Московскую Особую армию ПВО; Мурманский, Архангельский, Череповецко-Вологодский, Бологоевский, Рыбинско-Ярославский, Тульский, Ряжско-Тамбовский и Харьковский дивизионные районы ПВО; Воронежский, Ростовский и Северо-Кавказский корпусные районы ПВО; Московский Учебный Центр, 139 и 91 запасные зенитно-артиллерийские полки, 200 запасный зенитно-пулемётный батальон, 10 запасный батальон ВНОС, 1459 отдельную радиороту и Костеровский зенитный полигон;
б) Восточный фронт противовоздушной обороны, включив в состав этого фронта Горьковский и Сталинградский корпусные районы ПВО; Куйбышевский, Саратовско-Балашовский и Уральский дивизионные районы ПВО; Закавказский фронт ПВО, переименовав его в Закавказскую зону ПВО и подчинив этой зоне Грозненский дивизионный район; Ижевскую, Уфимскую и Молотовскую бригады, Пензенский бригадный район ПВО, 90 запасный зенитно-артиллерийский полк и 23 зенитно-пулемётный запасный батальон и дополнительно сформировать учебный центр.
Сохранить за Московской Особой армией ПВО и за Закавказской зоной ПВО существующее материальное и правовое положение.
2. Границу между Западным и Восточным фронтами ПВО установить: Каменка, Тотьма, Солигалич, Нея, Юрьевец, Шуя, Сасово, Кирсанов, Поворино, Морозовский, Пролетарское, Армавир, Кисловодск, Сочи, все пункты включительно для Западного фронта ПВО.
3. Управление Западного фронта дислоцировать в г. Москве, а Управление Восточного фронта ПВО — в г. Куйбышеве.— Председатель Государственного Комитета Обороны И. Сталин, РГАСПИ, фонд 644, опись 1, д.129, лл.58-73.

## Формирования
Первым в апреле 1942 года был создан Московский фронт ПВО. В июне 1943 года войска ПВО страны, действовавшие на Европейской части СССР, были разделены на Западный фронт ПВО и Восточный фронт ПВО. На базе их в марте 1944 года созданы Северный фронт ПВО, Южный фронт ПВО и Закавказский фронт ПВО. С конца 1944 года, в составе РККА, действовали четыре фронта ПВО:
- Западный фронт ПВО
- Юго-Западный фронт ПВО
- Закавказский фронт ПВО
- Центральный фронт ПВО

## Состав

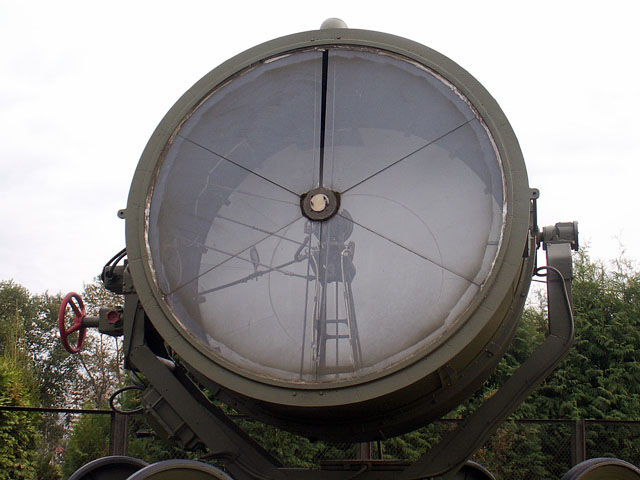
Зенитный прожектор

В зависимости от важности выполняемых задач, наличия сил и средств в состав фронта ПВО входили:
- управление (штаб)
  - один — два истребительных авиационных корпуса
    - 6 — 12 истребительных авиационных дивизий
- 3 — 7 корпусов ПВО
- одна — 7 дивизий ПВО
- одна — две бригады ПВО
- части тыла и специальных войск

В состав фронта ПВО могла включаться армия ПВО и воздушная истребительная армия.
В составе фронта ПВО насчитывалось, около:
- 1 000 и более самолётов-истребителей
- 4 000 — 4 500 зенитных орудий
- до 2 800 зенитных пулемётов
- 900 — 1 600 зенитных прожекторов
- до 1 800 аэростатов заграждения